# 庄田隆弘
庄田 隆弘（しょうだ たかひろ、1979年11月9日 - ）は、奈良県桜井市出身の元プロ野球選手（外野手）。
愛称はぼんちおさむに似ていることから「ぼんち」。

## 経歴

### プロ入り前
奈良県桜井市出身。小学3年生の時に野球を始めた。中学時代はボーイズリーグの「橿原コンドル」に所属し、3年時には第1回ジャイアンツカップ全国少年野球大会に出場。チームの1年先輩には後にプロでもチームメイトとなる関本健太郎がいた。智辯学園高校では1年時からレギュラーとなり、1年夏の第77回全国高等学校野球選手権大会と3年夏の第79回全国高等学校野球選手権大会の二度、甲子園に出場した。1年夏は福留孝介・前川克彦・前田忠節・辻田摂らを擁するPL学園高校を準々決勝で破って4強入りに貢献し、自身も本塁打を放った。3年夏も甲子園で本塁打を放ち、チームは16強入りしたものの3回戦で大須賀允を擁する前橋工業高校に敗れた。
高校卒業後は明治大学に進学し、2年時の春季リーグからレギュラーとなった。同期に主将の前田新悟。社会人野球のシダックスに入社後は主に1番・右翼手として出場。2003年には新監督の野村克也の下でJABAベーブルース杯争奪大会の首位打者となり、第74回都市対抗野球大会では準優勝を果たした。俊足の左打者であることが評価され、同年秋のドラフト会議で阪神タイガースに6巡目で指名され入団。スポーツライターの小関順二はこの指名を、シダックスの後輩である野間口貴彦を阪神が獲得するための布石と指摘した。

### プロ入り後
2004年は開幕前の教育リーグで右手首を骨折したが6月に復帰。故障した桜井広大の代替選手としてフレッシュオールスターゲームにも出場した。2005年はウエスタン・リーグで82試合に出場し、規定打席不足ながら打率.306・出塁率.400を記録。2006年は二軍で80試合出場、同年も規定打席にはわずかに足りなかったがリーグ2位の29四球を選んで打率.262に対し出塁率.367と選球眼の良さを見せた。
2007年はセ・パ交流戦期間中の6月11日に、プロ4年目にして初の一軍昇格を果たした。交流戦中はしばしばスタメンで起用され、リーグ戦再開後は代打としてチームに貢献。同年に活躍した若手として桜井、坂克彦らと共に3Sとも呼ばれた。二軍では58試合に出場して打率.281・出塁率.380を記録。
2008年から背番号が64から0に変更となった。同年も開幕は二軍で迎えたが夏場に一軍昇格。前年の半分程度の出場数に終わったが、8月3日の対横浜ベイスターズ戦で初の猛打賞を記録するなど少ない打席数ながら打率.304を記録した。二軍では78試合に出場して規定打席に到達し、共にチームトップとなるリーグ3位の72安打、同5位の34打点を記録。規定打席に達した選手の中ではリーグトップの出塁率.371, さらに同2位の打率.290を記録。ただし最高出塁率の記録は、不足分の打席を全て凡退と計算してもトップとなる新井良太に譲った。
2010年も二軍で好成績を挙げたがこの年の一軍昇格はなく、10月1日に戦力外通告を受けて現役を引退した。

### 現役引退後
2011年1月、ニッケ・ベースボールアカデミーのコーチに就任し、以後中学生の野球チームや阪神のジュニアチームを指導するなど、野球指導者として活動。コーチを務めたヤングリーグ・アイランドホークスでの教え子には村西良太、村上頌樹ら後のプロ野球選手もおり、村上は智辯学園、阪神タイガースで庄田の後輩となっている。2016年の学生野球資格回復研修を受講したうえで、翌2017年2月7日に日本学生野球協会より学生野球資格回復の適性認定を受けたことにより、学生野球選手への指導が可能となる。

## 詳細情報

### 年度別打撃成績
| 年 度     | 球 団     | 試 合 | 打 席 | 打 数 | 得 点 | 安 打 | 二 塁 打 | 三 塁 打 | 本 塁 打 | 塁 打 | 打 点 | 盗 塁 | 盗 塁 死 | 犠 打 | 犠 飛 | 四 球 | 敬 遠 | 死 球 | 三 振 | 併 殺 打 | 打 率 | 出 塁 率 | 長 打 率 | O P S |
| --------- | --------- | ----- | ----- | ----- | ----- | ----- | -------- | -------- | -------- | ----- | ----- | ----- | -------- | ----- | ----- | ----- | ----- | ----- | ----- | -------- | ----- | -------- | -------- | ----- |
| 2007      | 阪神      | 24    | 45    | 38    | 5     | 11    | 2        | 0        | 1        | 16    | 3     | 0     | 0        | 1     | 0     | 6     | 0     | 0     | 9     | 0        | .289  | .386     | .421     | .807  |
| 2008      | 阪神      | 13    | 24    | 23    | 4     | 7     | 1        | 0        | 0        | 8     | 2     | 0     | 1        | 0     | 0     | 1     | 0     | 0     | 4     | 0        | .304  | .333     | .348     | .681  |
| 2009      | 阪神      | 4     | 3     | 2     | 1     | 0     | 0        | 0        | 0        | 0     | 0     | 0     | 0        | 0     | 0     | 1     | 0     | 0     | 0     | 0        | .000  | .333     | .000     | .333  |
| 通算：3年 | 通算：3年 | 41    | 72    | 63    | 10    | 18    | 3        | 0        | 1        | 24    | 5     | 0     | 1        | 1     | 0     | 8     | 0     | 0     | 13    | 0        | .286  | .366     | .381     | .747  |

### 年度別守備成績
| 年 度 | 球 団 | 外野  | 外野  | 外野  | 外野  | 外野  | 外野     |
| 年 度 | 球 団 | 試 合 | 刺 殺 | 補 殺 | 失 策 | 併 殺 | 守 備 率 |
| ----- | ----- | ----- | ----- | ----- | ----- | ----- | -------- |
| 2007  | 阪神  | 9     | 8     | 0     | 0     | 0     | 1.000    |
| 2008  | 阪神  | 6     | 7     | 0     | 0     | 0     | 1.000    |
| 2009  | 阪神  | 2     | 1     | 0     | 0     | 0     | 1.000    |
| 通算  | 通算  | 17    | 16    | 0     | 0     | 0     | 1.000    |

### 記録
- 初出場・初先発出場：2007年6月13日、対西武ライオンズ3回戦（グッドウィルドーム）、9番・右翼手として先発出場
- 初打席・初安打：同上、3回表に岸孝之から右前安打
- 初本塁打・初打点：2007年6月16日、対千葉ロッテマリーンズ3回戦（千葉マリンスタジアム）、6回表に清水直行から右越ソロ

### 背番号
- 64 （2004年 - 2007年）
- 0 （2008年 - 2010年）